# Ampelopsis acerifolia
Ampelopsis acerifolia är en vinväxtart som beskrevs av Wen Tsai Wang. Ampelopsis acerifolia ingår i släktet Ampelopsis och familjen vinväxter. Inga underarter finns listade i Catalogue of Life.